# Literaturjahr 1993
Liste der Literaturjahre

◄◄ | ◄ | 1989 | 1990 | 1991 | 1992 | Literaturjahr 1993 | 1994 | 1995 | 1996 | 1997 | ► | ►►

Weitere Ereignisse

## Literaturpreise
- Literaturnobelpreis: Toni Morrison[1]

- Nebula Award

- Kim Stanley Robinson, Red Mars, Roter Mars, Kategorie: Bester Roman
- Jack Cady, The Night We Buried Road Dog, Die Nacht, als wir Pistenhengst begruben, Kategorie: Bester Kurzroman
- Charles Sheffield, Georgia on My Mind, Die Rechenmaschine von South Georgia, Kategorie: Beste Erzählung
- Joe Haldeman, Graves, Gräber, Kategorie: Beste Kurzgeschichte

- Hugo Award

- Connie Willis, Doomsday Book, Die Jahre des Schwarzen Todes, Kategorie: Bester Roman
- Vernor Vinge, A Fire Upon the Deep, Ein Feuer auf der Tiefe, Kategorie: Bester Roman (zwei Mal vergeben)
- Lucius Shepard, Barnacle Bill the Spacer, Muschelkratzer-Bill, Kategorie: Bester Kurzroman
- Janet Kagan, The Nutcracker Coup, Kategorie: Beste Erzählung
- Connie Willis, Even the Queen, Sogar die Königin, Kategorie: Beste Kurzgeschichte

- Locus Award

- Connie Willis, Doomsday Book, Die Jahre des Schwarzen Todes, Kategorie: Bester SF-Roman
- Tim Powers, Last Call, Kategorie: Bester Fantasy-Roman
- Dan Simmons, Children of the Night, Kinder der Nacht, Bester Dark Fantasy/Horror-Roman
- Maureen F. McHugh, China Mountain Zhang, ABC Zhang, Kategorie: Bester Erstlingsroman
- Lucius Shepard, Barnacle Bill the Spacer, Muschelkratzer-Bill, Kategorie: Bester Kurzroman
- Pamela Sargent, Danny Goes to Mars, Kategorie: Beste Erzählung
- Connie Willis, Even the Queen, Sogar die Königin, Kategorie: Beste Kurzgeschichte
- Robert Silverberg, The Collected Stories of Robert Silverberg Volume 1: Secret Sharers, Kategorie: Beste Sammlung
- Gardner Dozois, The Year's Best Science Fiction: Ninth Annual Collection, Kategorie: Beste Anthologie

- Kurd-Laßwitz-Preis

- Herbert Rosendorfer, Die goldenen Heiligen oder Columbus entdeckt Europa, Kategorie: Bester Roman
- Erik Simon, Von der Zeit, von der Erinnerung, Kategorie: Beste Erzählung
- Angela Steinmüller, Der Kerzenmacher, Kategorie: Beste Kurzgeschichte
- Iain M. Banks, Einsatz der Waffen, Kategorie: Bestes ausländisches Werk
- Irene Bonhorst, Kategorie: Bester Übersetzer
- Waldemar Kumming für die MUNICH-ROUND-UP-Redaktion und sein Lebenswerk, Sonderpreis

- Philip K. Dick Award

- John M. Ford, Growing up Weightless
- Jack Womack, Elvissey, Elvissey

- Booker Prize: Roddy Doyle, Paddy Clarke Ha Ha Ha
- Friedenspreis des deutschen Buchhandels: Friedrich Schorlemmer
- Ingeborg-Bachmann-Preis: Kurt Drawert, Haus ohne Menschen. Ein Zustand
- Prix Goncourt: Amin Maalouf, Le Rocher de Tanios
- Pulitzer Prize for Drama: Tony Kushner, Angels in America: Millennium Approaches
- Pulitzer Prize for Fiction:  Robert Olen Butler, A Good Scent from a Strange Mountain
- Pulitzer Prize for Poetry: Louise Glück, The Wild Iris
- Ethel Wilson Fiction Prize,  The Girl with the Botticelli Face
- Floyd S. Chalmers Award in Ontario History: Douglas McCalla, Planting the Province: The Economic History of Upper Canada 1784-1870
- Hubert Evans Non-Fiction Prize, Lynne Bowen, Muddling Through. The Remarkable Story of the Barr Colonists.
- Journey Prize: Gayla Reid, Sister Doyle’s Men
- Trillium Book Award: Jane Urquhart, Away und Margaret Atwood, The Robber Bride
- Premio Nadal: Rafael Argullol Murgadas, La razón del mal
- Georg-Brandes-Preis: Carsten Jensen, Forsømmelsernes bog
- Søren-Gyldendal-Preis: Ib Michael
- Kritikerprisen (Dänemark): Peter Høeg, De måske egnede
- Weekendavisens litteraturpris: Benny Andersen, Denne kommen og gåen
- Kritikerprisen (Norwegen): Øystein Lønn, Thranes metode og andre noveller

## Neuerscheinungen
Belletristik
- Alpträume – Stephen King
- Die Brücken von Madison County – Robert James Waller
- Explosion. Roman der Ethnologie – Hubert Fichte
- Der Feind – Erich Maria Remarque
- The Fires of Heaven – Robert Jordan
- Die glückliche Moskwa – Andrei Platonow
- Eine Halbtagsstelle in Pompeji – Jürg Federspiel
- Herrn Lublins Laden – Samuel Agnon
- Indiana Jones und das Labyrinth des Horus – Wolfgang Hohlbein
- Der Klient – John Grisham
- The Last Command – Timothy Zahn
- Moscoviada – Jurij Andruchowytsch
- Der Nachtmanager – John le Carré
- Sommer der toten Träume – Harry Thürk
- Spanische Augen – Maria Nurowska
- Spinnenkrieger – W. Michael Gear
- Stone Butch Blues – Leslie Feinberg
- Trainspotting – Irvine Welsh

Sachliteratur
- Das Leben geht weiter – Der letzte Film des Dritten Reichs – Hans-Christoph Blumenberg
- Private Parts – Howard Stern

Kinderliteratur
- Erstaunliche Grace – Mary Hoffman
- Ich will meine Mami! – Martin Waddell
- Lieber Nichtsnutz – Rudolf Herfurtner
- Mausi im Kindergarten – Lucy Cousins
- Schlaf gut, kleiner Bär – Quint Buchholz

## Geboren
- 12. Januar: Ronya Othmann, deutsche Schriftstellerin
- 22. April: Bryan Washington, US-amerikanischer Schriftsteller

### Genaues Datum unbekannt
- Luna Ali, deutsch-syrische Schriftstellerin
- Nico Feiden, deutscher Lyriker und Schriftsteller
- Enis Maci, deutsche Dramatikerin und Essayistin

## Gestorben
- 01. Januar: Anna Wimschneider, deutsche Bäuerin und Schriftstellerin (* 1919)
- 05. Januar: Juan Benet, spanischer Schriftsteller (* 1927)
- 22. Januar: Abe Kōbō, japanischer Schriftsteller (* 1924)
- 29. Januar: Walter Kolbenhoff, deutscher Schriftsteller, Journalist und Rundfunkredakteur (* 1908)
- 26. Februar: Beaumont Newhall, US-amerikanischer Autor, Fotohistoriker und Kurator (* 1908)
- 27. Februar: Marģeris Zariņš, lettischer Komponist und Schriftsteller (* 1910)
- 28. Februar: Karl Richard Tschon, deutscher Schriftsteller und Hörspielautor (* 1923)
- 04. März: Richard Sale, US-amerikanischer Schriftsteller und Filmregisseur (* 1911)
- 24. März: John Hersey, US-amerikanischer Schriftsteller und Journalist (* 1914)
- 06. April: Inge von Wangenheim, deutsche Schriftstellerin und Schauspielerin (* 1912)
- 07. April: Willi Meinck, deutscher Schriftsteller (* 1914)
- 15. April: Eduard Rhein, Erfinder, Publizist und Schriftsteller (* 1900)
- 22. April: Bertus Aafjes, niederländischer Schriftsteller (* 1914)
- 27. April: Hans Sahl, deutscher Schriftsteller und Kritiker (* 1902)
- 28. April: Cheon Sang-byeong, südkoreanischer Lyriker und Schriftsteller (* 1930)
- 09. Mai: Freya Madeline Stark, britische Orient- und Forschungsreisende und Reiseschriftstellerin (* 1893)
- 03. Juni: Abdoulaye Mamani, nigrischer Schriftsteller (* 1932)
- 19. Juni: William Golding, britischer Schriftsteller (* 1911)
- 21. Juni: André Frénaud, französischer Lyriker und Essayist (* 1907)
- 27. Juni: Kurt Mahr, deutscher Schriftsteller (* 1934)
- 01. Juli: Gert Hofmann, deutscher Schriftsteller (* 1931)
- 13. Juli: A. K. Ramanujan, indisch-amerikanischer Indologe, Schriftsteller, Dichter und Übersetzer (* 1929)
- 17. August: Hermann Gerstner, deutscher Bibliothekar und Schriftsteller (* 1903)
- 19. August: Hans Lebert, österreichischer Schriftsteller und Opernsänger (* 1919)
- 22. September: Niklaus Meienberg, Schweizer Schriftsteller und investigativer Journalist (* 1940)
- 30. September: Jenny Aloni, deutsch-israelische Schriftstellerin (* 1917)
- 01. November: Maeve Brennan, irisch-amerikanische Journalistin und Schriftstellerin (* 1917)
- 19. November: Kenneth Burke, US-amerikanischer Schriftsteller, Philosoph (* 1897)
- 22. November: Anthony Burgess, britischer Schriftsteller (* 1917)
- 04. Dezember: Margaret Landon, US-amerikanische Schriftstellerin (* 1903)
- 11. Dezember: Klaus Nonnenmann, deutscher Schriftsteller (* 1922)
- 12. Dezember: Ben Witter, deutscher Journalist, Essayist und Schriftsteller (* 1920)
- 28. Dezember: William L. Shirer, US-amerikanischer Schriftsteller, Journalist und Historiker (* 1904)